# カイヤン
カイヤン（学名: Pangasianodon hypophthalmus）は、ナマズ目パンガシウス科に分類される魚類の一種。熱帯魚として飼育される他、食用魚として漁獲および養殖される。
サメに似た特徴がある。

## 特徴

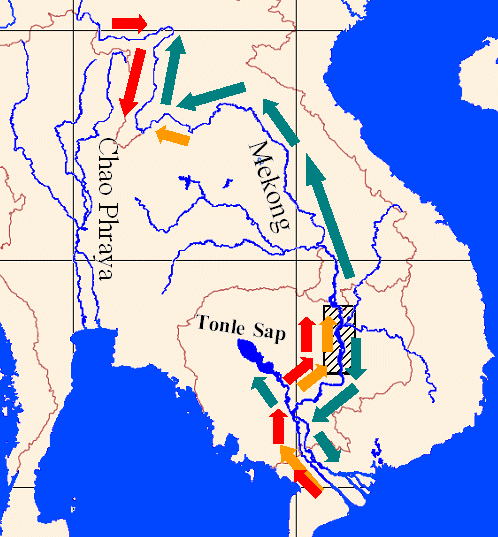
メコン川におけるカイヤンの渡り。
黄：3月から5月
緑：5月から9月
赤: 10月から2月
斜線: コーンパペンの滝-クラチエ間の南メコン個体群の産卵場

水域の中層を悠々と泳ぐ魚であり、目は発達して左右に張りだしている。
黒く光沢のある背面と、白地の腹に入る黒い三本縞を特徴とする。しかしながら、幼体のうちは黒というよりは銀色に近い縞模様であり、見る角度を変えると青や群青に美しく光る。
原産はチャオプラヤ川やメコン川流域で、東南アジアの他の河川にも養殖目的で移入されている。生育に適した環境はpH6.5 - 7.5、硬度2.0 - 29.0 dGH、水温22 - 26 °Cで、メコン川のような水深の十分にある大きな河を好む。ミャンマーのエーヤワディー川、インドネシア、マレーシア（マレー半島）に移入されて定着している。
カイヤンは河が氾濫する季節になると水量が高いうちに上流に移動して産卵し、水がひく頃に下流に戻るという渡りをする。下流への渡りは水量の減少によって引き起こされるらしく、洪水の季節の終わりになると再び下流に還る。 渡りの時期は水系によって異なり、メコン川では5月から7月にかけて上流に移動し、9月から12月にかけて下流に戻る。コーンパペンの滝の南では、上流への渡りは10月から2月にかけて起こり、11月から12月にピークを迎える。
原産地では上流から移動してくる幼魚を捕獲し、生け簀に入れて育てる養殖（蓄養）が行われる。タイ、ラオス、カンボジア、ベトナムでは食用である他、欧米にも輸出されている。ベトナム語のチャーの名称で流通されることも多い。
アメリカ合衆国ではチャー (tra) またはタイ語名（サワーイ）に由来するスワイ (swai) の名で呼ばれ、混乱することにバサの名で呼ばれることもある。バサよりも味は落ちるが、生育が速く安価であるとされる。バサと同様にアメリカはベトナムからのパンガシウス科の輸入魚に反ダンピング税を課しており、米越ナマズ戦争の対象になっている。

## 飼育
カイヤンはタイで大量に養殖されており、日本にもよく入ってくるポピュラーな外国産ナマズである。熱帯魚店などへ行くとまだ5センチ程の幼体が鑑賞目的で300 - 600円程（ニホンナマズより安い）で売られているが、最終的には90センチメートル程まで育つ。
また色素が無いアルビノ個体も一緒に売られることが多い。カイヤンの飼育方法は他の熱帯魚と変わらず、雑食なので金魚の餌から赤虫まで何でも食べる。他の魚には一切害は加えないが、驚きやすく、水槽に頭をぶつけたり、装飾品で自らの身体を切ってしまうことがある。
ナマズの仲間全体にいえることだが、病気には強く、簡単に大きくなってしまう。水温が低くなったり体調が悪くなったりすると、漆塗りのような体色がうすくなる。

## 保全
野生の個体群は少なくともタイとカンボジアで著しく減少し、チャオプラヤ川とタイ側のメコン川ではほぼ絶滅に近い。大型で渡りをする経済的に重要な魚類であるため、乱獲、環境の劣化（水質と川の流れの変化）、メコン川における水力発電用ダムの建設など河川改修に伴う生息環境の分断には特に弱いと考えられる。

## 画像

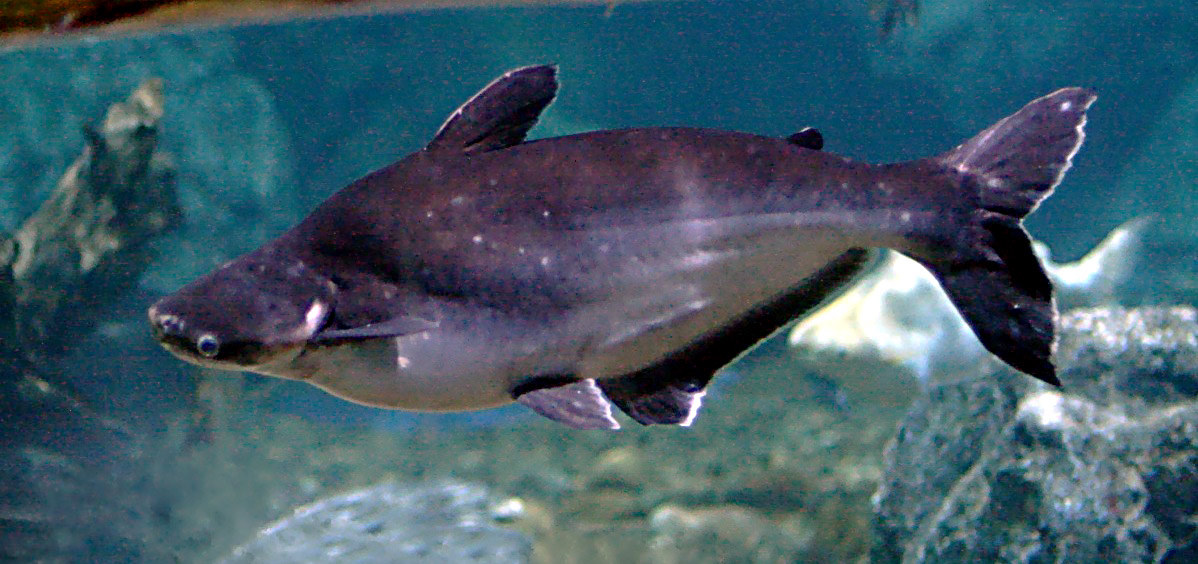
成魚
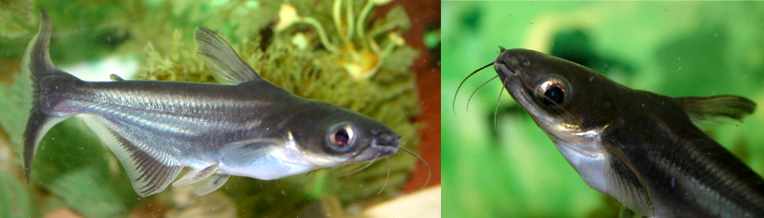
幼魚